# Río Kedaka
El río Kedaka es un río que fluye por Kundapur y Gungulli en el estado de Karnataka, en el oeste de la India.
En su recorrido se une con el río Souparnika, el río Varahi, el río Chakra y el río Kubja para finalmente desembocar en el Mar de Omán.
- Datos: Q6382515